# Presidente Altino (Osasco)
Presidente Altino é um bairro da cidade de Osasco, estado de São Paulo. É considerado um bairro de alto padrão, com boa infraestrutura e bons índices de desenvolvimento. A região foi assim denominada em homenagem a Altino Arantes, presidente do estado de São Paulo de 1916 a 1920.

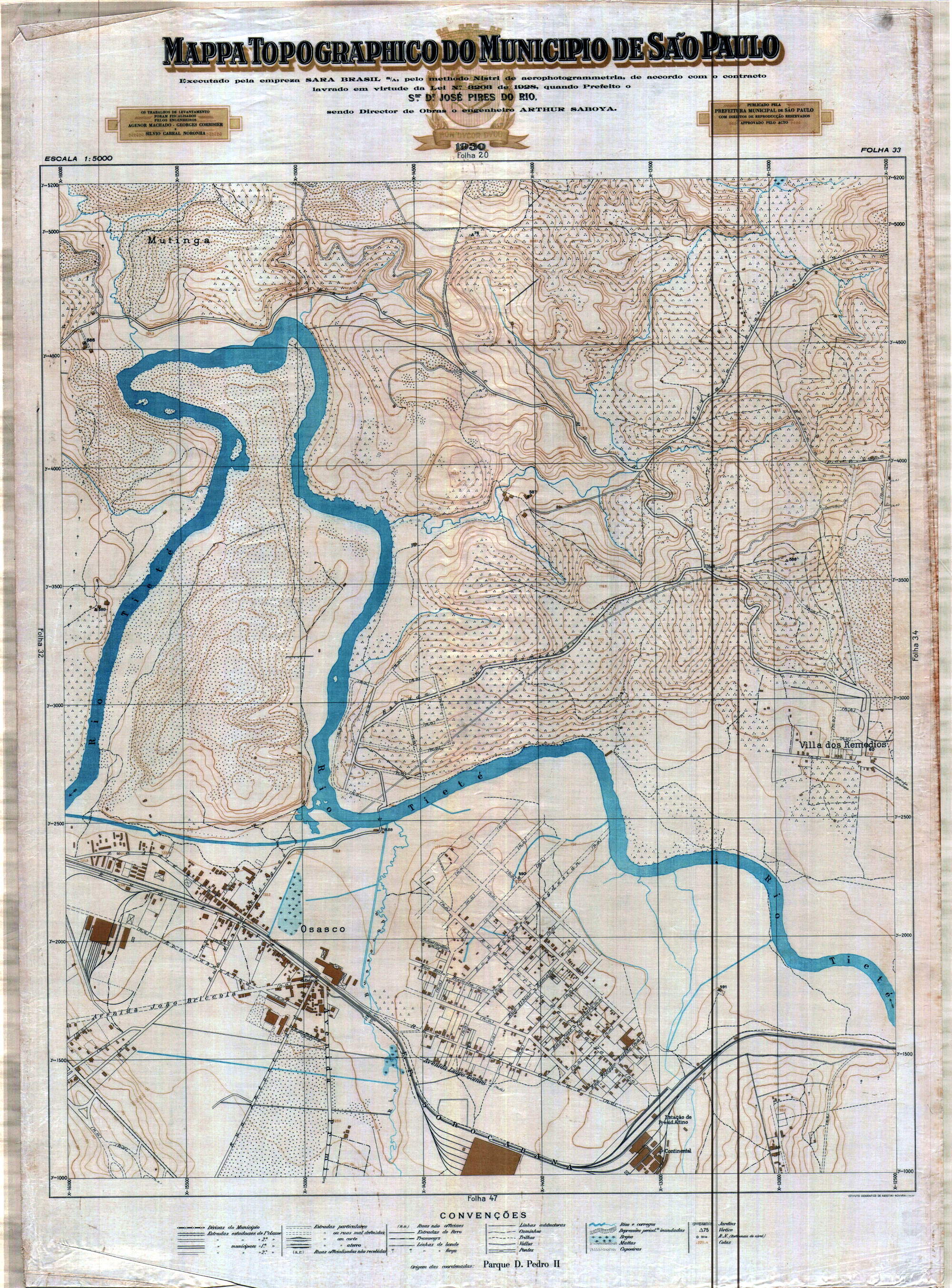
Setor 33 do Mapa Topográfico do Município de São Paulo (1930), destacando-se a estação Presidente Altino e ao norte desta, o loteamento homônimo.
Arquivo Histórico de São Paulo.

## Estação

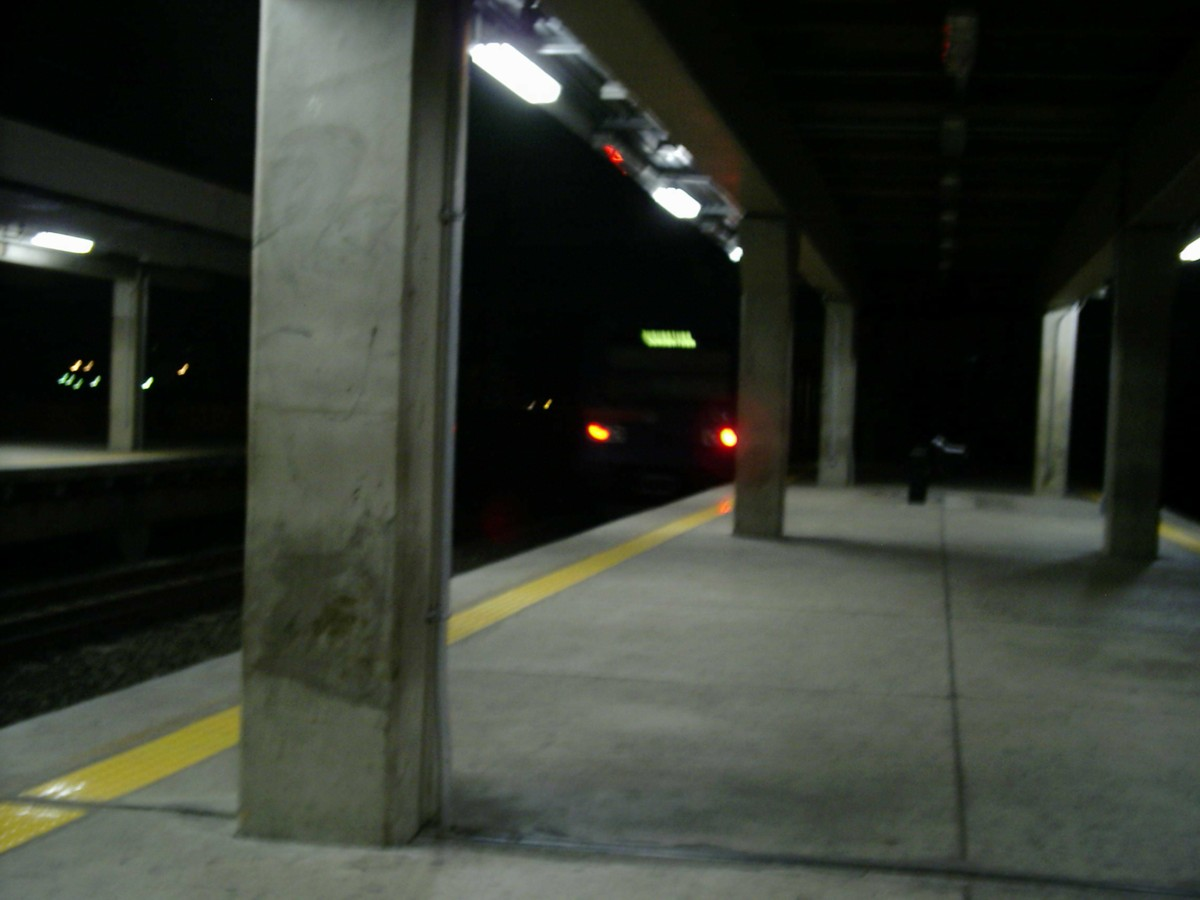
Plataforma da Estação Presidente Altino

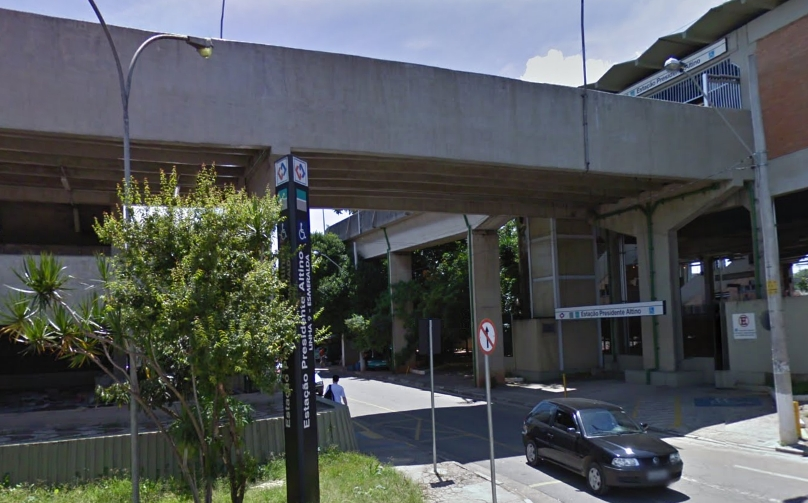
Vista externa da Estação Presidente Altino

O bairro de Presidente Altino conta com uma estação de trem, a Estação Presidente Altino, com integrações das Linhas 8 e 9 do Trem Metropolitano de São Paulo.
Mais recentemente, no ano de 2007, a estação foi reformada, o que incluiu a construção de uma passarela de acesso que passa por cima do pátio ferroviário existente ali, ligando o bairro até o, outrora longínquo, bairro do Jd. Wilson.

## Formação
O bairro é  marcado pela forte presença da comunidade armênia e italiana. O seu desenvolvimento se deu com o fortalecimento da industrialização na região. Provocada pela estrada férrea Sorocabana.
O escritor João Antônio foi um dos nomes da literatura brasileira que representou o bairro em sua literatura. Além disso, sua família morou em ruas do bairro quase centenário.

## Principais logradouros
- Avenida Henry Ford
- Rua Doutor José Augusto de Oliveira - acesso ao Ginásio José Liberatti
- Avenida Oswaldo Collino
- Rua Armênia
- Rua Amadeu da Ressurreição - acesso às marginais
- Praça Dicran Echrefian
- Rua Zuma de Sá Fernandes
- Rua Sanazar Mardiros
- Rua Erasmo Braga
- Rua Ari Barroso
- Rua Arnaldo de Oliveira Barreto
- Rua Reverendo João Euclides Pereira
- Rua Agop Guselian
- Rua Ana Zozi Toni
- Rua José Lopez Lázaro
- Passeio Ettore Biscuola
- Rua João Biscuola

## Educação

### Escolas públicas
- Creche Ida Belmonte Biscuola
- EMEI Thereza Bianchi Collino
- EMEF Frei Gaspar da Madre de Deus
- EE Professora Alice Velho Teixeira
- Escola Técnica de Osasco (ETEC)

### Escolas particulares
- Colégio Presbiteriano
- Colégio Padrão Universal
- Escola Caminho Suave
- Escola de Educação Infantil-Pingo de Gente
- Escola Música em Movimento[8]
- ESCOLA DE MÚSICA MARUPÁ

### Ensino Profissional
- SENAI

## Saúde
- UBS III Santa Gema Galgani
- Centro de Atendimento ao Idoso Único Galláfrio
- Hospital Regional Doutor Vivaldo Martins Simões
- Centro de Atenção ao Idoso Único Gallafrio (CAI)

## Esportes
- Ginásio Professor José Liberatti

- Quadra do Zé(Lusa)

- Quadra Rayo Soccer
- Quadra Jiboião
- Quadra do MAPA
- Arena arte society

## Empresas públicas
- Agência de Correio Franquiada - ACF Presidente Altino

## Orgãos públicos
- Portal do Trabalhador Francisco Ribeiro Lima

## Segurança
- 9º Distrito Policial
- Base Comunitária Centro

## Igrejas
- Santa Gema Galgani
- Assembleia de Deus Ministério Belém
- Congregação Cristã do Brasil
- Primeira Igreja Evangélica Batista de Osasco
- Centro espírita irmã Maria
- A.R.L.S. Raposo Tavares
- Igreja Apostólica Armênia São João Batista
- Igreja Pentecostal Nova Sião
- Igreja Ministério de Adoração Novo Tempo
- Primeira Igreja Presbiteriana Independente de Osasco

### Dados da segurança pública
| Ocorrências de 2004           | Números | Porcentagem % |
| ----------------------------- | ------- | ------------- |
| Homicídio doloso              | 6       | 1,28          |
| Tentativa de homicídio doloso | 6       | 1,28          |
| Tentativa de latrocínio       | 1       | 0,21          |
| Encontro de cadáver           | 1       | 0,21          |
| Tentativa de estupro          | 2       | 0,43          |
| Corrupção de menores          | 6       | 1,28          |
| Tráfico de entorpecentes      | 1       | 0,21          |
| Furto                         | 174     | 37,10         |
| Roubo                         | 133     | 28,36         |
| Roubo de veículos             | 72      | 15,35         |
| Furto de veículos             | 67      | 14,29         |
| Total Ocorrências             | 469     | 100,0         |

Fonte - Secretaria de Gestão Estratégica – Pesquisa - 2005